# Город без автомобилей

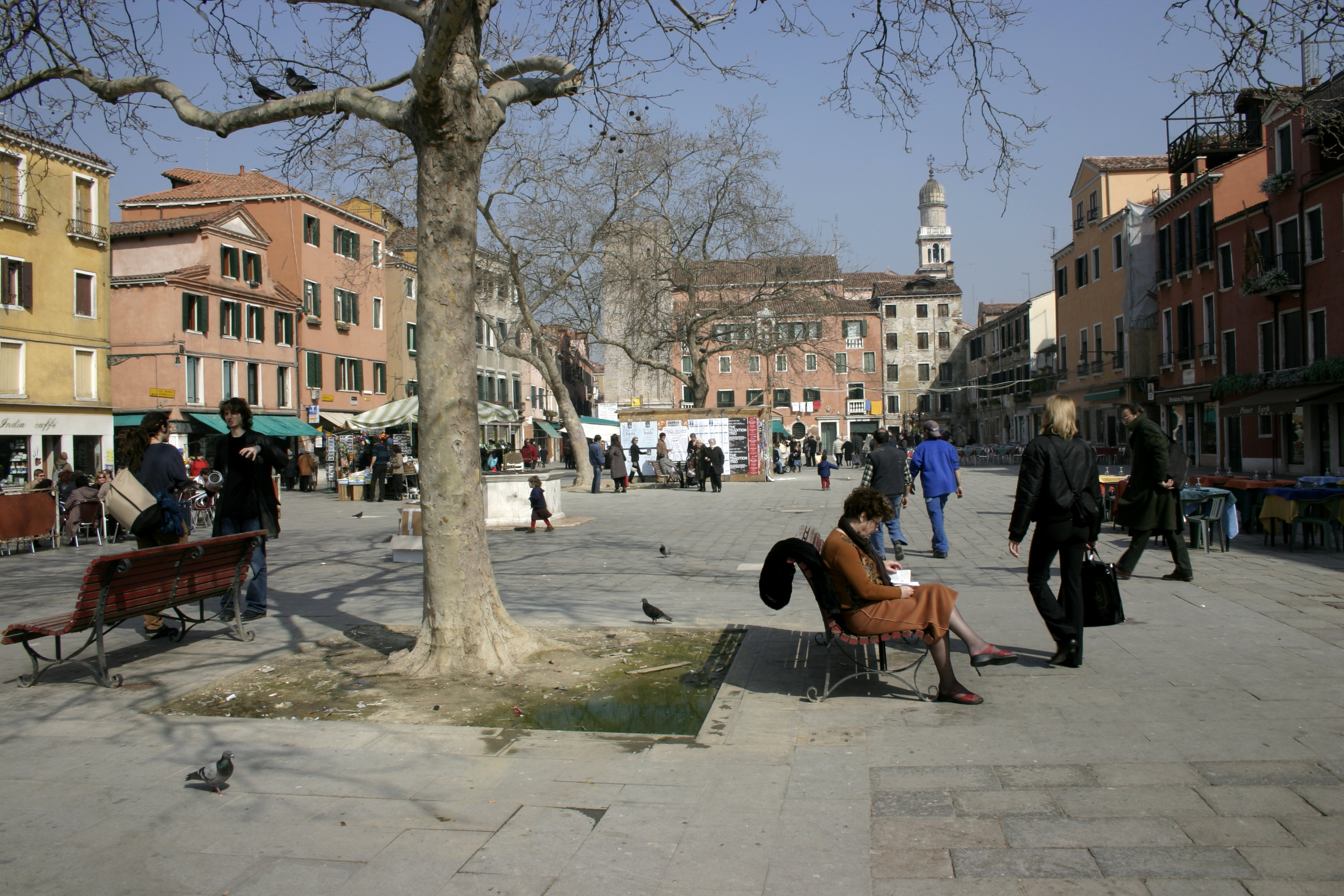
Островная Венеция, город без автомобилей

Город без автомобилей (англ. carfree city) — населённый пункт, внутри которого люди передвигаются на общественном транспорте, ходят пешком или ездят на велосипедах, плавают на лодках и катерах, то есть не используют автомобили для передвижения внутри городской территории.
В некоторых городах есть районы, в которых запрещено движение автомобилей, так называемые CarFree-зоны. Многие старые европейские города развивались задолго до появления автомобиля, поэтому в исторических центрах некоторых из них продолжают существовать Carfree-зоны.
В 2000 году вышла книга CarFree Дж. Кроуфорда, в которой автор представил проект идеального города без автомобилей. В соответствии с планом Кроуфорда основные потребности каждого жителя данного города доступны в пяти минутах ходьбы. И расстояние между любыми двумя точками в городе можно преодолеть на общественном транспорте не более чем за 35 минут.
Движение CarFree объединяет людей со всего мира, выступающих за избавление от автомобильной зависимости. Они выступают за использование общественного транспорта, альтернативных экологичных видов транспорта, велосипедов, самокатов и ходьбы пешком.

## Примеры

### Венеция
Венеция служит примером того, как современный город может функционировать без автомобилей. Город спроектирован и основан более 1500 лет назад, задолго до изобретения автомобиля. Автолюбители должны оставить машину на парковке за городом и передвигаться по городу пешком или пользоваться водными автобусами (Вапоретто), которые курсируют по каналам города.

### Барселона
В рамках плана городской мобильности 2014 года, разработанного городским советом Барселоны, в городе было создано девять пешеходных зон шириной в квартал, известные как «суперблоки». Периметр этих кварталов остается открытым для всех автомобилей и городских автобусов, но внутренняя часть пропускает только местный транспорт, который должен двигаться со скоростью менее 10 км/ч. Правительство города называет несколько целей этого плана, включая более устойчивую мобильность и оживление общественных пространств. Пандемия COVID-19 породила предложения по радикальному изменению организации Барселоны, появился Манифест о реорганизации города после COVID-19, опубликованный в Барселоне и подписанный 160 академиками и 300 архитекторами, ключевым элементом которого является максимальный отказ от автомобилей.